# Louis Delbez
 (mars 2023).
Si vous disposez d'ouvrages ou d'articles de référence ou si vous connaissez des sites web de qualité traitant du thème abordé ici, merci de compléter l'article en donnant les références utiles à sa vérifiabilité et en les liant à la section « Notes et références ».
Louis Delbez, né le 18 décembre 1895 à Montpellier où il est mort le 3 août 1972, est un juriste et homme politique français.

## Biographie

### Jeunesse et formation
Fils d'un avocat, Louis Delbez suit des études de droit. Il soutient sa thèse en 1923, puis décroche l'agrégation.

### Carrière professionnelle
Enseignant à Toulouse, puis à Aix-en-Provence, il obtient un poste à l'université de Montpellier en 1935 et enseigne le droit constitutionnel et le droit international.
En 1965, il est élu à l'académie des sciences et lettres de Montpellier.

### Parcours politique
Ce notable conservateur prend, en 1951, la tête d'une liste soutenue par le CNI pour les élections législatives dans l'Hérault. Un large apparentement des partis de la « troisième force » (SFIO, radicaux, MRP et CNI) remporte la totalité des sièges à pouvoir et Louis Delbez est élu député.
À l'Assemblée, il est un défenseur de l'école privée, ainsi qu'un porte-parole des viticulteurs. Il demande ainsi l'interdiction de l'importation des vins marocains en métropole, et la détaxation du vin. Il s'intéresse aussi aux débats sur l'amnistie après le procès d'Oradour.
Conservateur assez classique, il est à la fois partisan du maintien de l'empire colonial et de la construction européenne, et opposant à Mendès-France.
Compte tenu de ses faibles chances d'être réélu, Louis Delbez ne se représente pas aux élections de 1956. Sa carrière politique s'arrête là, et il reprend son activité universitaire.

## Ouvrages et articles publiés
- De la Légitimation par "lettres royaux". Étude d'ancien droit français (Thèse), Université de Montpellier. Faculté de droit, Impr. de l'"Economiste méridional", 1923
- La Compétence contentieuse en matière d'emprises administratives sur les propriétés privées, Montpellier, impr. Causse, Graille et Castelnau, ; Paris, Société anonyme du "Recueil Sirey", 1926
- « La Révocation des actes administratifs », Revue du droit public et de la science politique en France et à l'étranger, juillet-août-septembre 1928
- « Recherches sur la classification des formes politiques », Revue du droit public et de la science politique en France et à l'étranger, juillet-août-septembre 1929.
- « La Question de l'esclavage aux États-Unis », Revue du droit public et de la science politique en France et à l'étranger, juillet-août-septembre 1930.
- « Le Régime municipal allemand », Revue du Droit public et de la Science politique en France et à l'Étranger, janvier-Février-Mars 1930
- « De l'excès de pouvoir comme source de responsabilité », Revue du droit public et de la science politique en France et à l'étranger, juillet-août-septembre 1932.
- « Du territoire dans ses rapports avec l'État » Revue générale de droit international public, novembre-décembre 1931
- « Le Mécanisme juridique des sanctions internationales », Revue du droit public et de la science politique en France et à l'étranger, avril-mai-juin 1937
- Manuel de droit international public, Paris, Librairie générale de droit et de jurisprudence, 1948 (2e édition, 1951)
- « Le Nouveau statut de l'Allemagne occupée », Revue générale de droit international public, No 1, janvier-mars 1950.
- « Évolution des idées en matière de règlement pacifique des conflits », Revue générale de droit international public, no 1, 1951
- La Notion de guerre, essai d'analyse dogmatique, Paris, A. Pedone, 1953
- Éléments de finances publiques, Paris : A. Pédone, 1955
- Les Principes généraux du contentieux international,  Paris : Librairie générale de droit et de jurisprudence, 1962
- Les Grands courants de la pensée politique française depuis le XIXe siècle, Paris : Librairie générale de droit et de jurisprudence, 1970
- La pensée politique allemande,  Paris : Librairie générale de droit et de jurisprudence, 1974